# Keroeididae
Keroeididae Kinoshita, 1910 è una famiglia di octocoralli dell'ordine Alcyonacea.

## Descrizione
Keroeididae comprende cinque generi e circa 13 specie di gorgonie con un asse di scleriti parzialmente fuse che circondano un nucleo centrale cavo a camera incrociata. Alla data la famiglia non è stata oggetto di un'analisi filogenetica.
Le specie di questa famiglia formano colonie erette di dimensioni variabili a seconda della specie che vanno dai 10 ai 40–50 cm. Le ramificazioni sono sottili e lunghe e portano polipi di 1-2 millimetri disposti in doppia serie, che possono rientrare in calici piuttosto piccoli.

## Distribuzione e habitat
Le specie vivono soprattutto in acque profonde. Sono diffuse nel mar dei Caraibi, presso le coste atlantiche del Sudamerica, in tutto l'Indo-Pacifico e nell'oceano Antartico. Sono quasi del tutto assenti nell’emisfero boreale fatta eccezione per le coste dell'Alaska e dell'oceano Artico.

## Tassonomia
La famiglia è composta dai seguenti generi:
- Ideogorgia Bayer, 1981
- Keroeides Studer, 1887
- Lignella Gray, 1870
- Pseudothelogorgia (van Ofwegen, 1990)
- Thelogorgia Bayer, 1991